# Hypoproteinämie
Hypoproteinämie bezeichnet eine verminderte Konzentration des Gesamteiweiß im Blutplasma (<60 g/L). Mit einer Serumproteinelektrophorese kann festgestellt werden, welche Proteinklassen betroffen sind.
Hypoproteinämie kann durch eine Vielzahl von Erkrankungen und Funktionsstörungen ausgelöst werden, indem entweder zu wenig Protein aufgenommen (Mangelernährung, Malabsorption) bzw. produziert (Leberzirrhose) wird, oder zu große Mengen über die Nieren (nephrotisches Syndrom), den Darm (chronische Enteritis, Minderdurchblutung des Darmtraktes), oder die Haut (Verbrennung) verloren gehen. Auch eine konsumierende Erkrankung mit erhöhtem Energieverbrauch wie Krebs oder Sepsis kann die Proteinkonzentration im Blut senken. Manche Gendefekte stören die Proteinsynthese. Auch eine idiopathische (= ohne bekannte Ursache auftretende) Hypoproteinämie ist möglich.

## Symptome
Die verminderte Stoffkonzentration im Blut verursacht Osmose des Wassers aus dem Gefäßsystem in die Gewebe, mit der Folge von Ödem, Aszites, Pleuraerguss und Hypotonie. Die Funktion der Serumproteine (Stofftransport, Immunabwehr) ist herabgesetzt.